# 当钦寺
当钦寺，位于西藏自治区日喀则地区白朗县杜琼乡，是一座藏传佛教格鲁派寺院。

## 简介
当钦寺是位于西藏自治区日喀则地区白朗县杜琼乡的一座藏传佛教寺院。
该寺始建于1413 年，是日喀则市的扎什伦布寺的属寺。该寺是白朗县的著名寺院之一。白朗县的知名寺院还有参卓林寺、谢卓林寺、色热卓德寺等等。